# Cabreros del Monte
Cet article possède un paronyme, voir Cabrero.
Cabreros del Monte est une commune de la province de Valladolid dans la communauté autonome de Castille-et-León en Espagne.

## Sites et patrimoine

Église San Juan Bautista
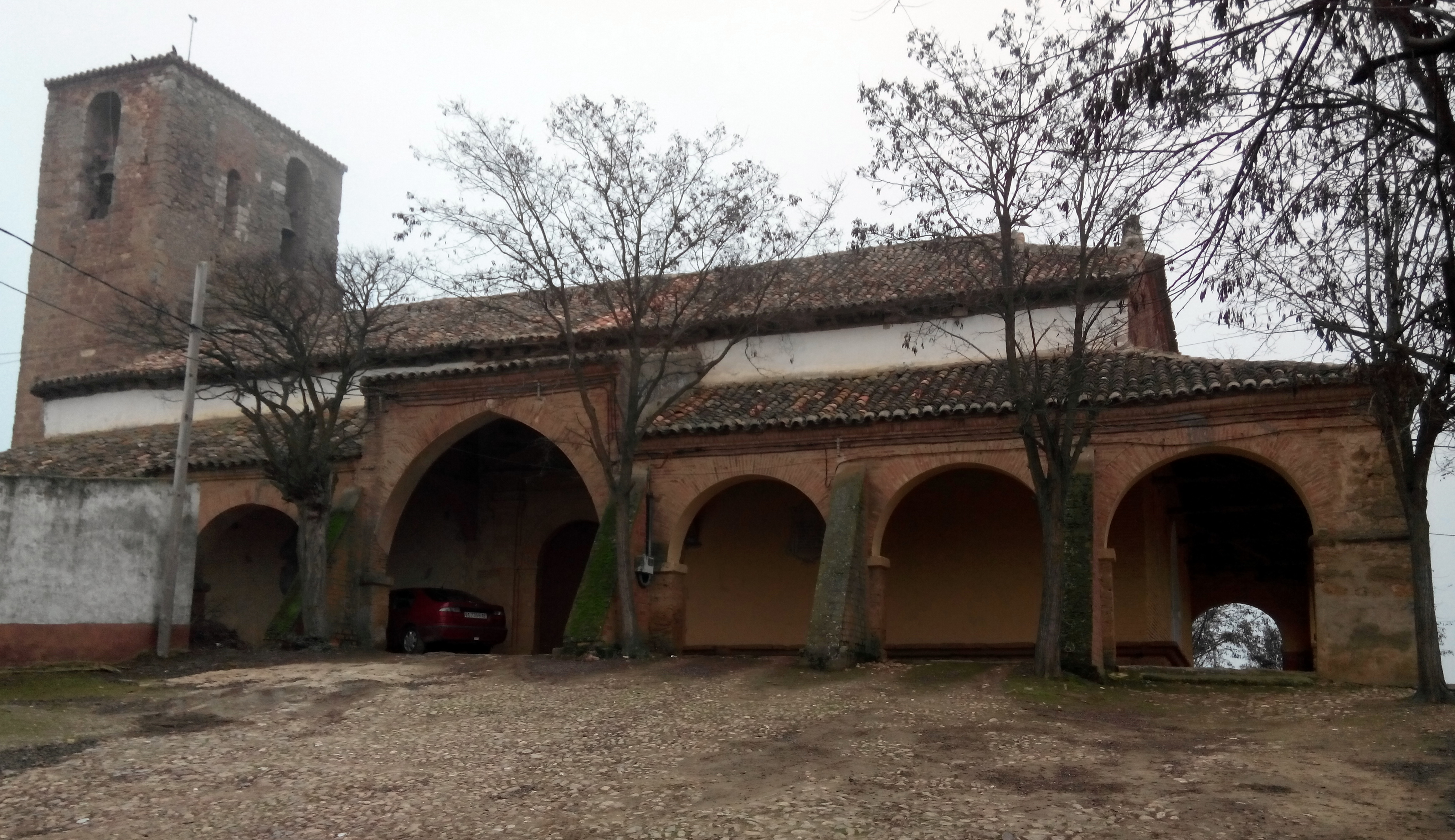
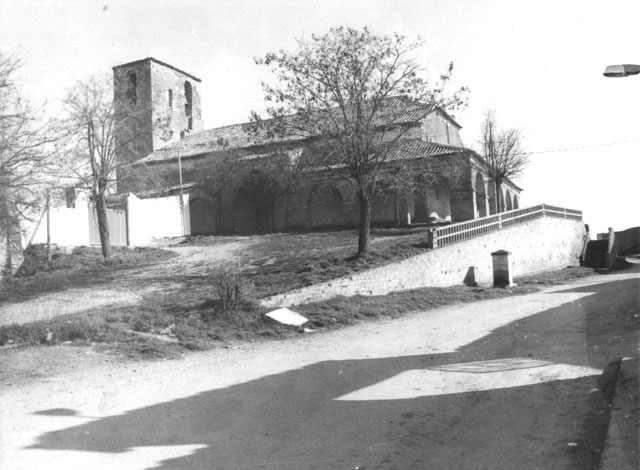
Fondation Joaquín Díaz.
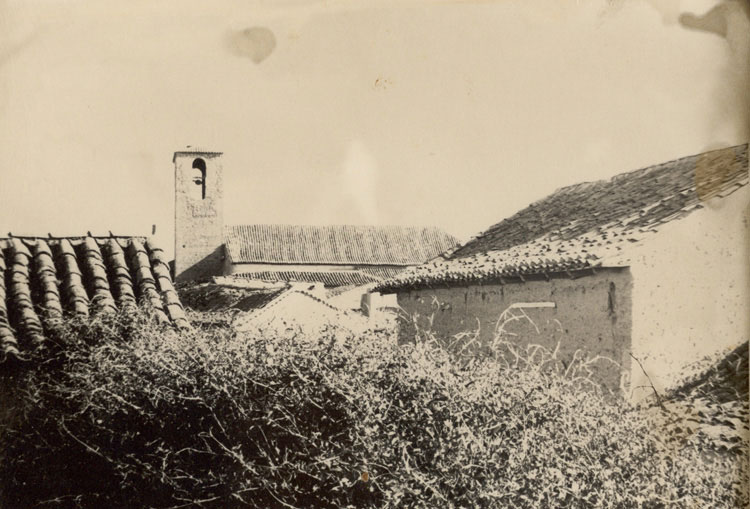
Fondation Joaquín Díaz.

- Chapelle de la Virgen de la Piedad
- Antigua Casona

- Église San Juan Bautista
- Fondation Joaquín Díaz.
- Fondation Joaquín Díaz.